# Колев, Тодор
Тодор Колев (26 августа 1939, Шумен — 15 февраля 2013) — болгарский актёр, педагог, шоумен.
Колев являлся  одним из самых популярных болгарских актёров, широко известен благодаря комедийным ролям в фильмах и телешоу.

## Избранная фильмография

### Актёр
| Актёр | Актёр                   | Актёр                       | Актёр                                      |
| Год   | На русском языке        | На языке оригинала          | Роль                                       |
| ----- | ----------------------- | --------------------------- | ------------------------------------------ |
| 1966  | Царь и генерал          | Цар и генерал               | эпизод                                     |
| 1972  | Козий рог               | Козият рог                  | Дели                                       |
| 1973  | Перепись диких кроликов | Преброяване на дивите зайци | молодой охотник                            |
| 1974  | Последний холостяк      | Последният ерген            | Цоков                                      |
| 1978  | Тепло                   | Топло                       | строитель-подрядчик                        |
| 1980  | Двойной                 | Двойникът                   | доцент Денев, двоюродный брат Иван         |
| 1982  | Где-то плачет иволга…   |                             | Анри, руководитель Сопротивления в Бельгии |
| 1983  | Господин на один день   | Господин за един ден        | Пурко                                      |
| 1984  | Опасные Шарм            | Опасен чар                  | Генчо Гунчев                               |